# Volvo 7900
El Volvo 7900 es un modelo de autobús producido por Volvo. Entre 2011 y 2023 se ensamblaba en la planta de la compañía en Breslavia, Polonia. Desde entonces, la carrocería se fabrica bajo licencia por MCV Bus and Coach en Egipto. Reemplaza al Volvo 7700, cuya producción cesó en 2011.

## Variantes y motores
El autobús está disponible en dos variantes:
- Versión de 12 m con dos ejes

- Versión de 18 m que se denomina 7900A

En cuanto a motorización, se trata de un motor EURO 6 de 5 litros y de 4 cilindros que se combina con un motor eléctrico. Hay 2 versiones híbridas eléctricas, una enchufable y otra no enchufable.

## Galería

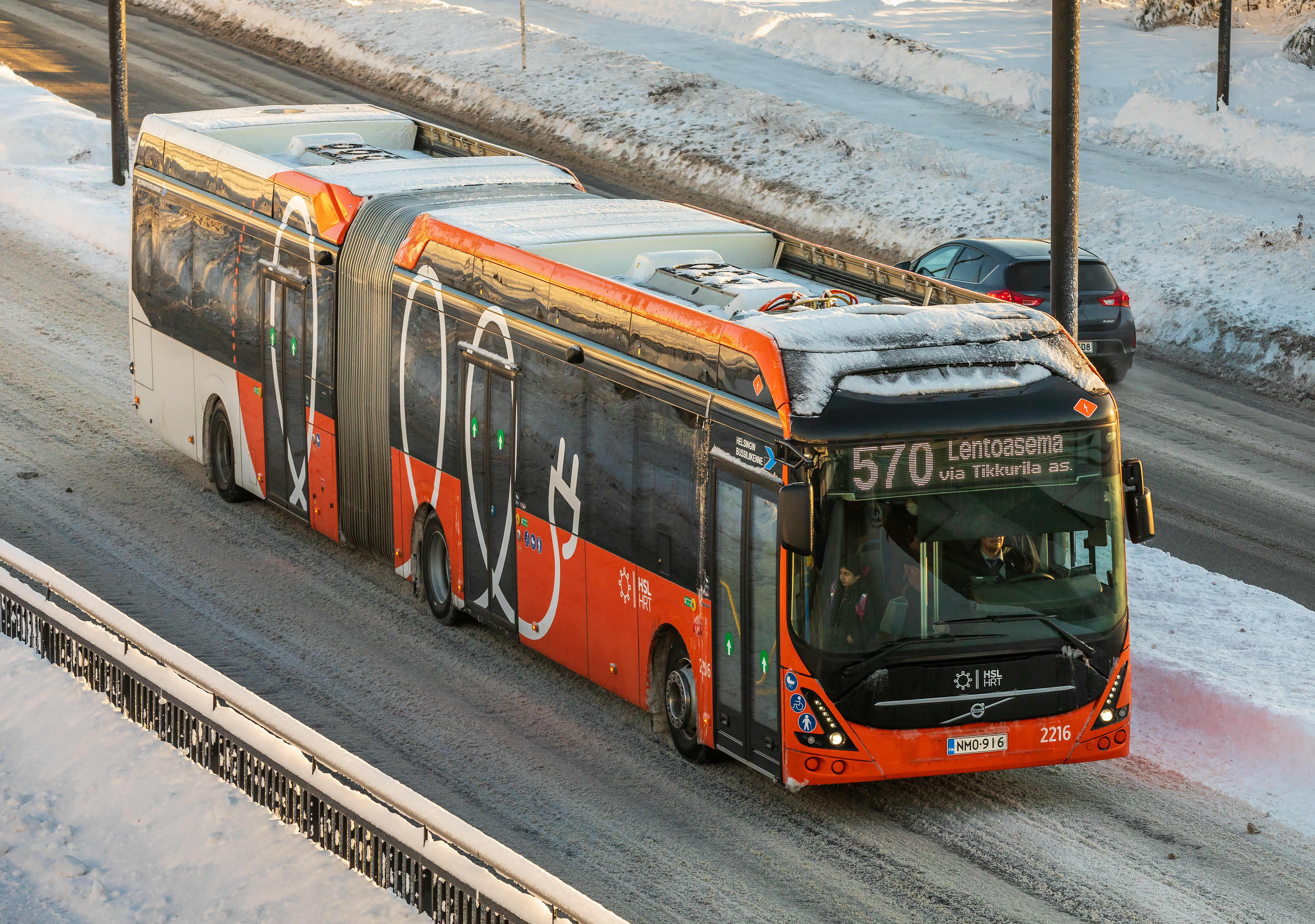
Un Volvo 7900 articulado eléctrico en Vantaa, Finlandia
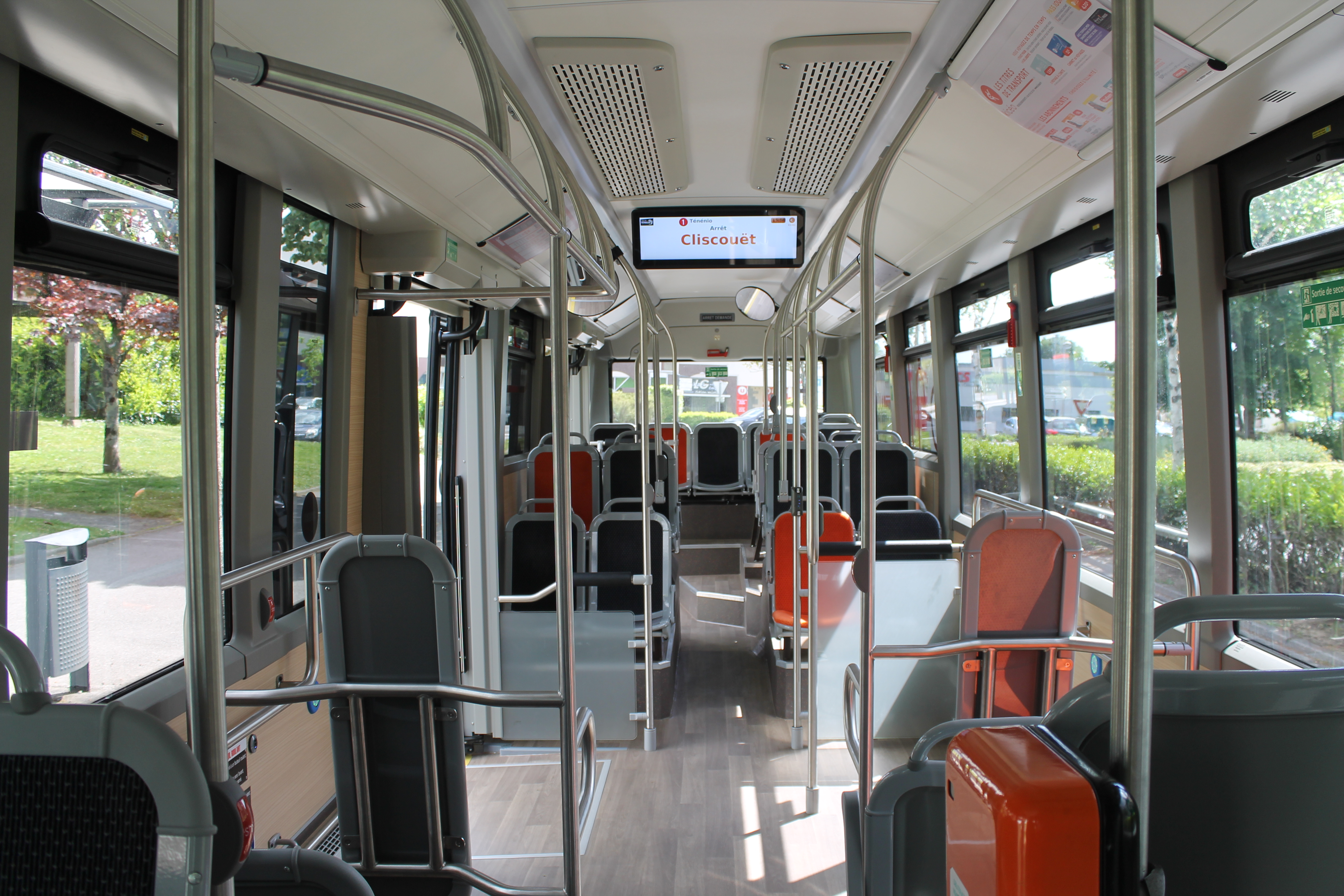
Interior de un Volvo 7900 eléctrico en Vannes, Francia
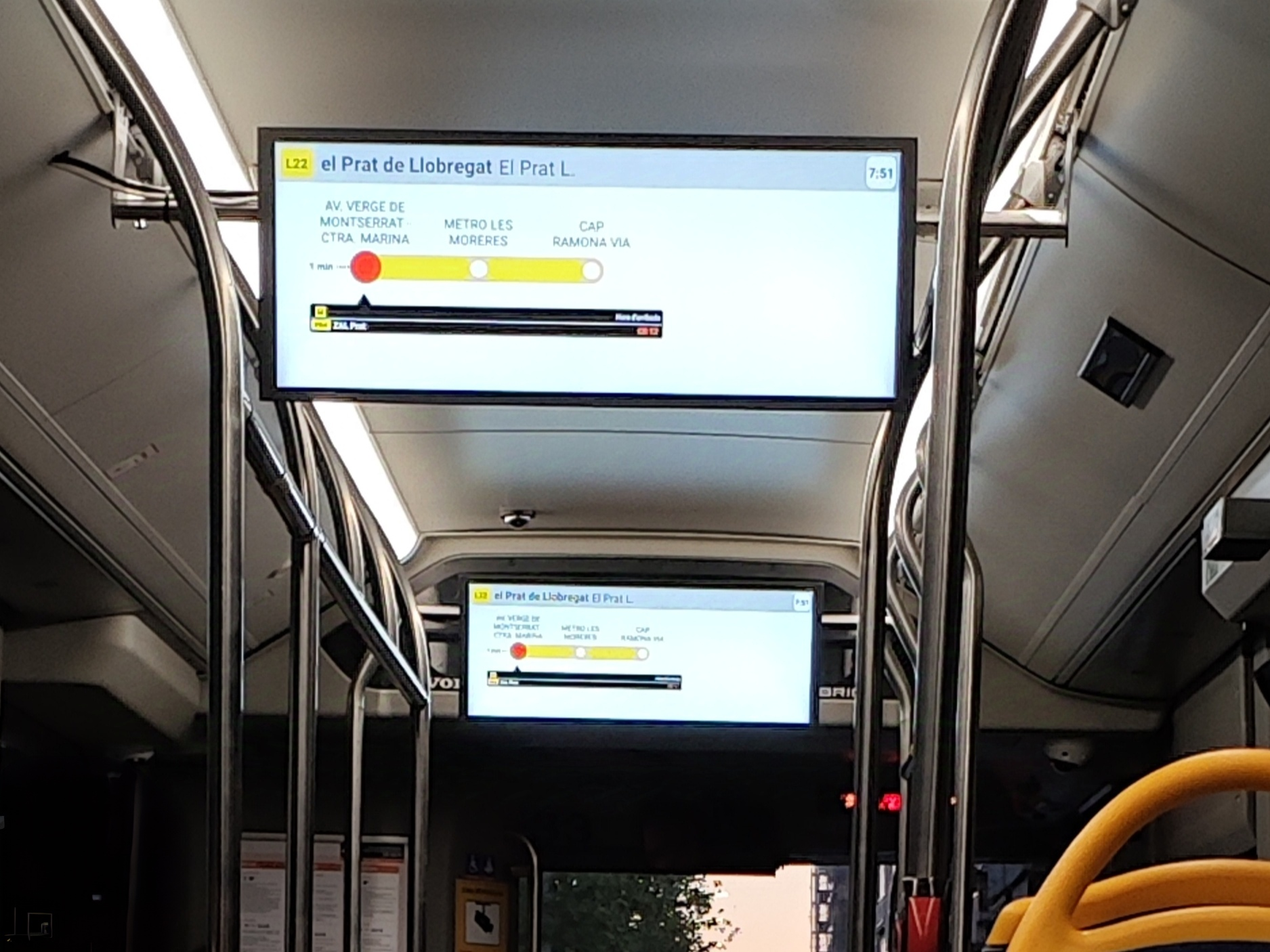
Detalle de las pantallas informativas

- Datos: Q2704256
- Multimedia: Volvo 7900 / Q2704256